# Концешти (Јаши)
Концешти (рум. Conțești) насеље је у Румунији у округу Јаши у општини Ваља Сеака. Oпштина се налази на надморској висини од 236 m.

## Становништво
Према подацима из 2002. године у насељу је живело 1705 становника, од којих су сви румунске националности.